# Městský hřbitov v Žamberku
Městský hřbitov v Žamberku se nachází na východním okraji města, v ulici Čsl. armády.

## Historie
Hřbitov byl otevřen kolem roku 1888, kdy byl zrušen starý hřbitov na Lindrách, poblíž kostela sv. Václava. Na místě zrušeného hřbitova vznikl parčík pojmenovaný po okresním hejtmanovi Karlu Vojáčkovi Vojáčkovy sady. Na nově vybudovaném hřbitově byla v letech 1895–1896 postavena Kaple sv. Vojtěcha, na niž byla uspořádána sbírka, největší částkou na kapli přispěl Eduard Albert.

## Pohřbení
- Eduard  Albert (1841–1900) – významný  chirurg, původně pohřbený v kapli sv. Vojtěcha, po roce ho jeho rodina nechala exhumovat a pohřbít ve Vídni
- Bedřich Krčmář (1875–1953) – přítel S.K. Neumanna a Jaroslava Charfreitága
- Vilém Mikulášek (Nikolaus) (1819–1903) – hodinář, který se proslavil mistrovskými chronometry, působil na  hvězdárně  Johna Parishe  v  Žamberku
- František Vorlický  (1855–1903) – učitel  měšťanských škol, člen mnoha spolků a jednatel Župy hasičské pohoří orlického
- Adolf Schopf (1816–1875) – poštmistr v Žamberku
- Kamil Schopf  (1847–1926) – vrchní poštmistr
- Josef Löbel (1851–1919) – notář, bývalý starosta města
- Woldemar Richard Mazura (1838–1900) – přítel E. Alberta a J. Vrchlického, činný v mnoha spolcích, náměstek Župy hasičské pohoří orlického
- JUDr. Karel Doubrava (1854–1919) – advokát a dlouholetý starosta města
- Valdemar Mazura (1880–1947) – dlouholetý starosta města, spoluzakladatel městského muzea, posmrtně jmenován čestným  občanem  města
- MUDr. Josef Černý (* ? – 1949) – oblíbený lékař a sokolský pracovník. Dlouholetý starosta jednoty sokolské
- František Charfreitág (1848–1906) – zakladatel Sokola a jeho propagátor v Žamberku, starosta Župy hasičské pohoří orlického, účastník  prusko-rakouské  války v  r.  1866
- Jaroslav Charfreitág (1877–1937) – restauratér, fotograf, vynálezce a cestovatel
- František Havlíček (1854–1905) – stavitel, činný v městském zastupitelstvu, autor plánů hřbitovní kaple a vily E. Alberta
- Ing. Zdeněk Havlíček (1887–1957) – zúčastnil se stavby kasáren v Žamberku a opevňovacích objektů v Orlických horách
- Jaroslav Čížek (1851–1916) – akademický malíř, absolvent UMPRUM v Praze, na  náhrobku  uveden symbolicky,  padl  v  I. světové válce na italské frontě. Vynikající knižní grafik a autor mnoha plakátů
- Romuald Mazura (1833–1919) – malíř amatér,  přítel  E. Alberta  a J. Vrchlického
- František Albert (1812–1882) a Kateřina Zdobnická Albertová (1818–1906) – rodiče E. Alberta
- Kateřina Thomová (1861–1952) – sestra E. Alberta a Terezy Svatové, výrazně se podílela na kulturním dění v Žamberku, především v divadle a městském muzeu
- Josef Rous (1874–1942) – významný umělecký řezbář a restaurátor
- Jaroslav Cabalka (1908–1930) – letec I. leteckého pluku TGM, zahynul při leteckém neštěstí 6. března 1930 v Bohnicích  u  Prahy[3]
- Tereza  Svatová  (1858–1940) – česká spisovatelka, sestra  E. Alberta a  K. Thomové
- Hana Pírková (1894–1944) – významná osobnost brněnské opery v meziválečném období
- Jan Šimek (1917–1985) – farář, v Žamberku působil 33 let
- Josef  Doleček  (1885–1936) – učitel, propagátor pohřbu žehem a zakladatel urnového háje v Žamberku, za velké účasti občanů a žactva tam byl jako první pohřben
- Bohuslav Ondráček (1932–1998) – hudební skladatel, dramaturg a producent

## Fotogalerie

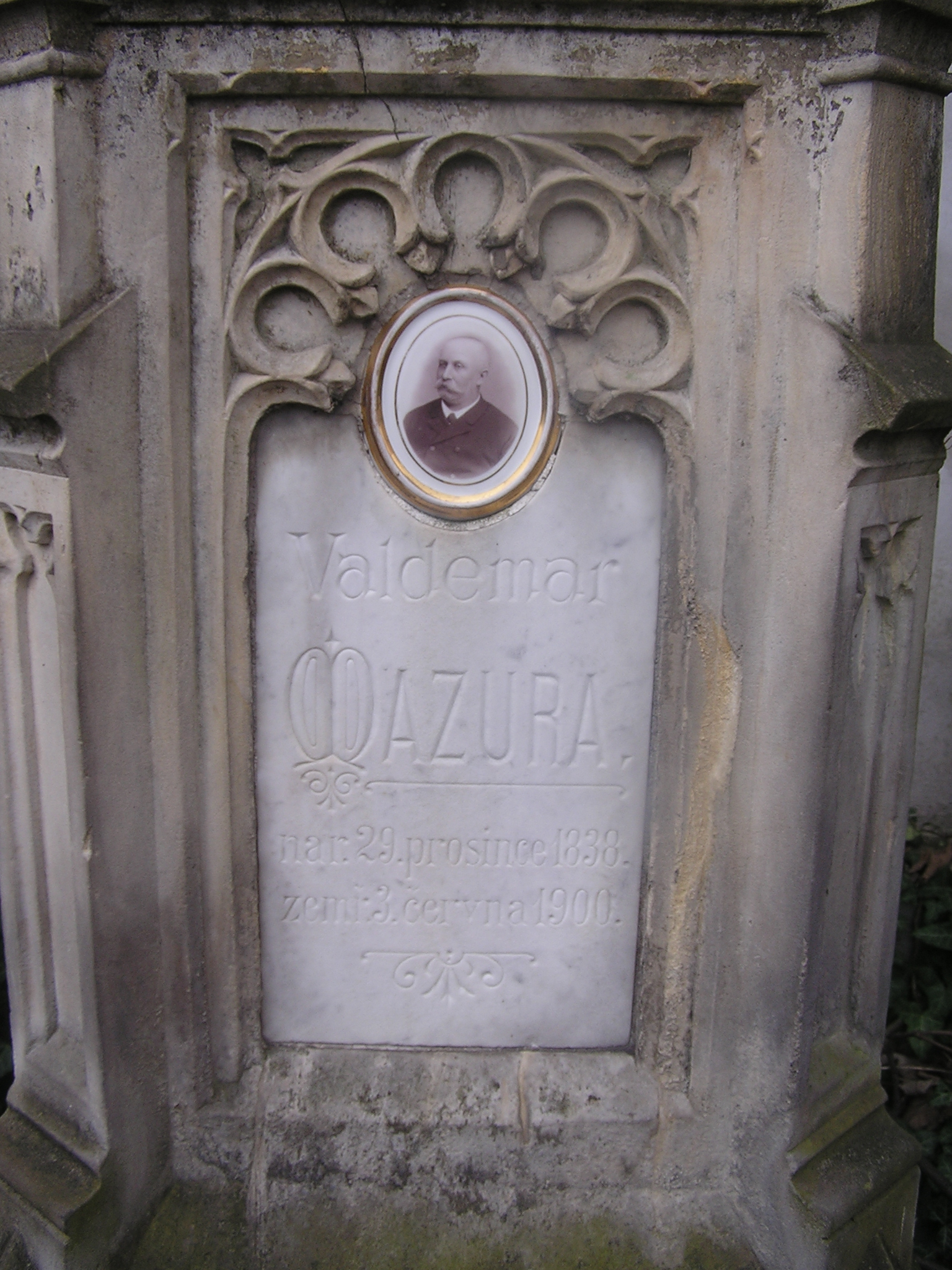
Náhrobek Valdemara Mazury 1838–1900
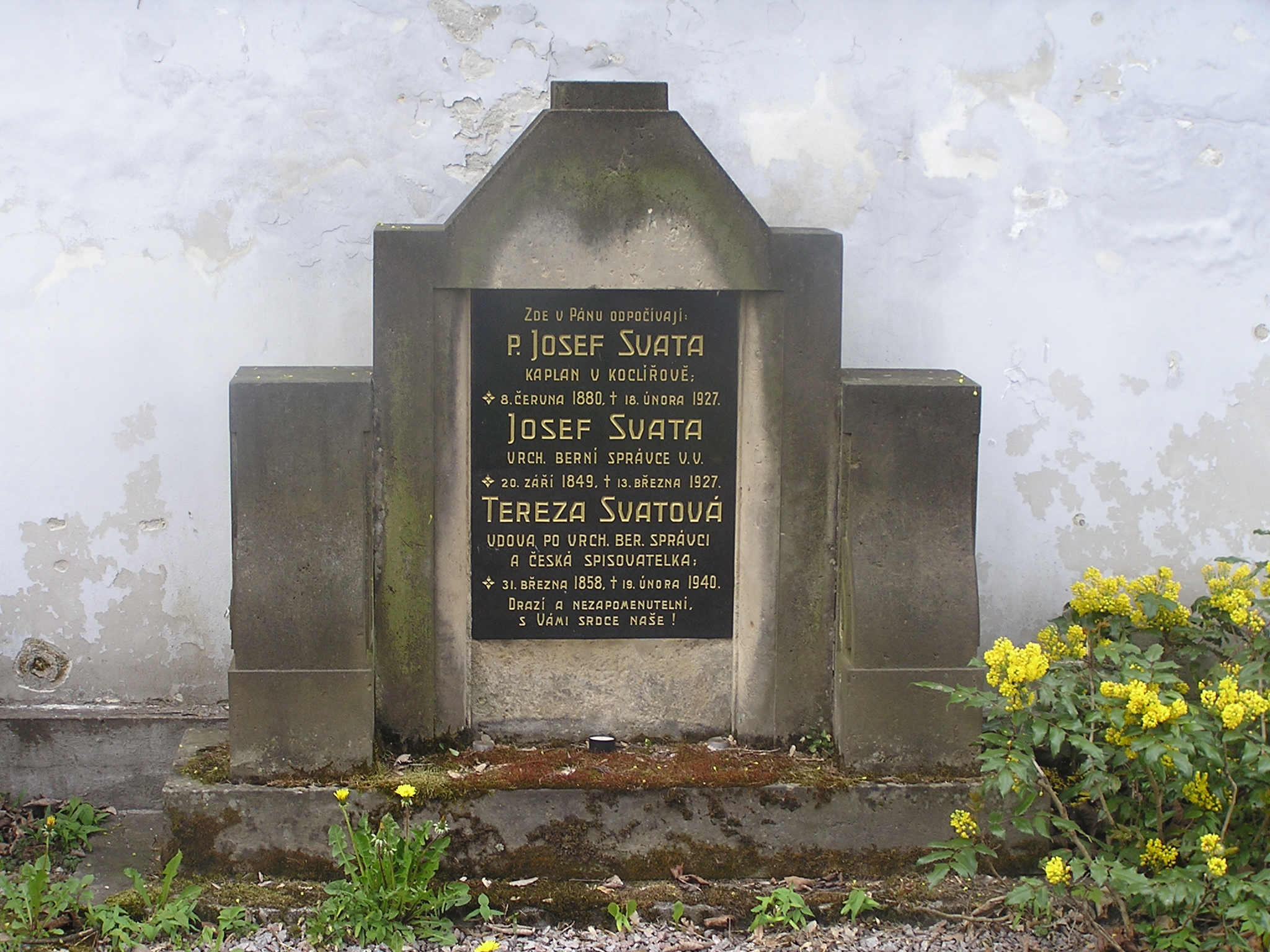
Náhrobek rodiny Svatových
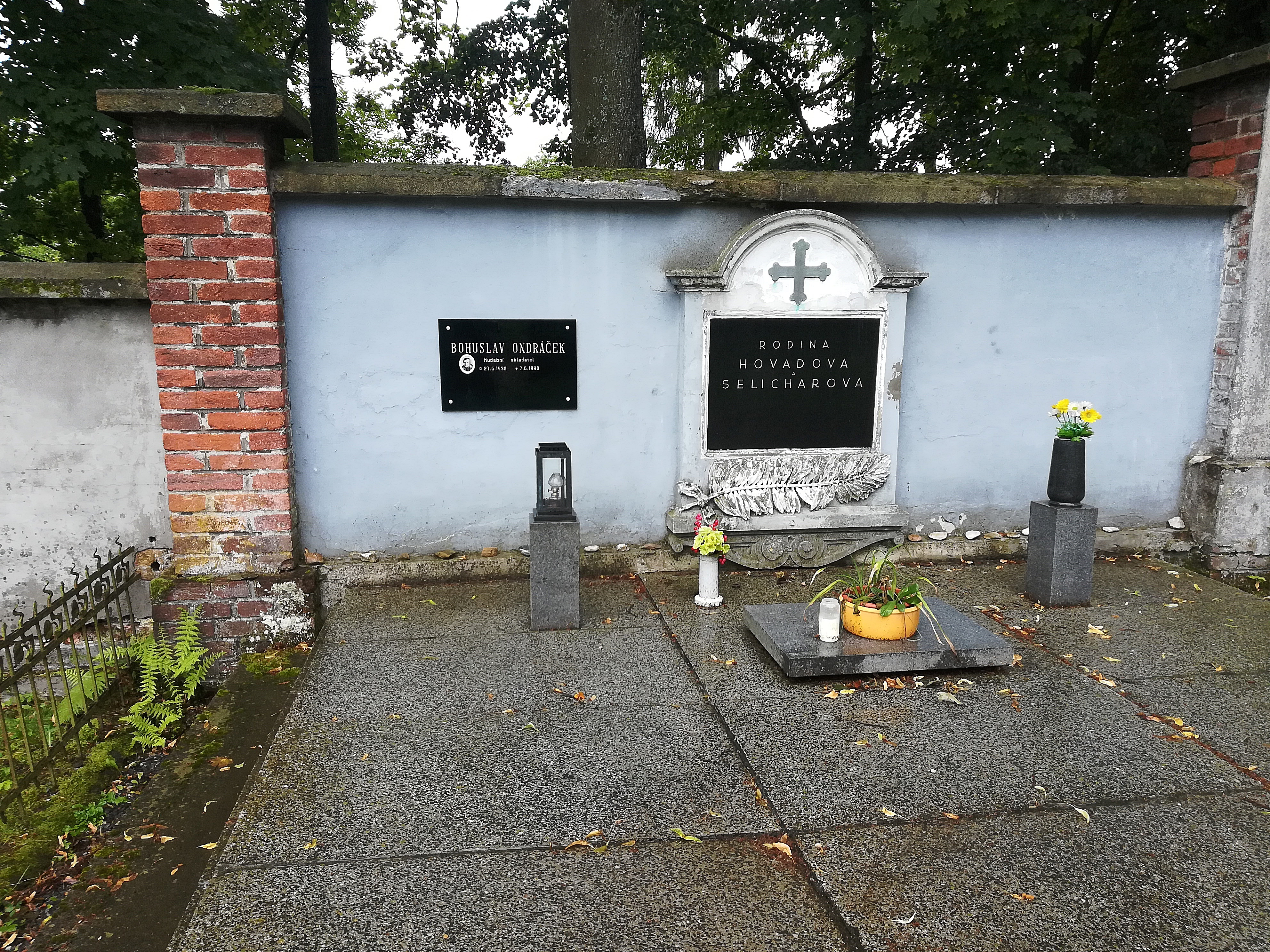
Hrob hudebního skladatele Bohuslava Ondráčka